# Sayat-Nova (cràter)

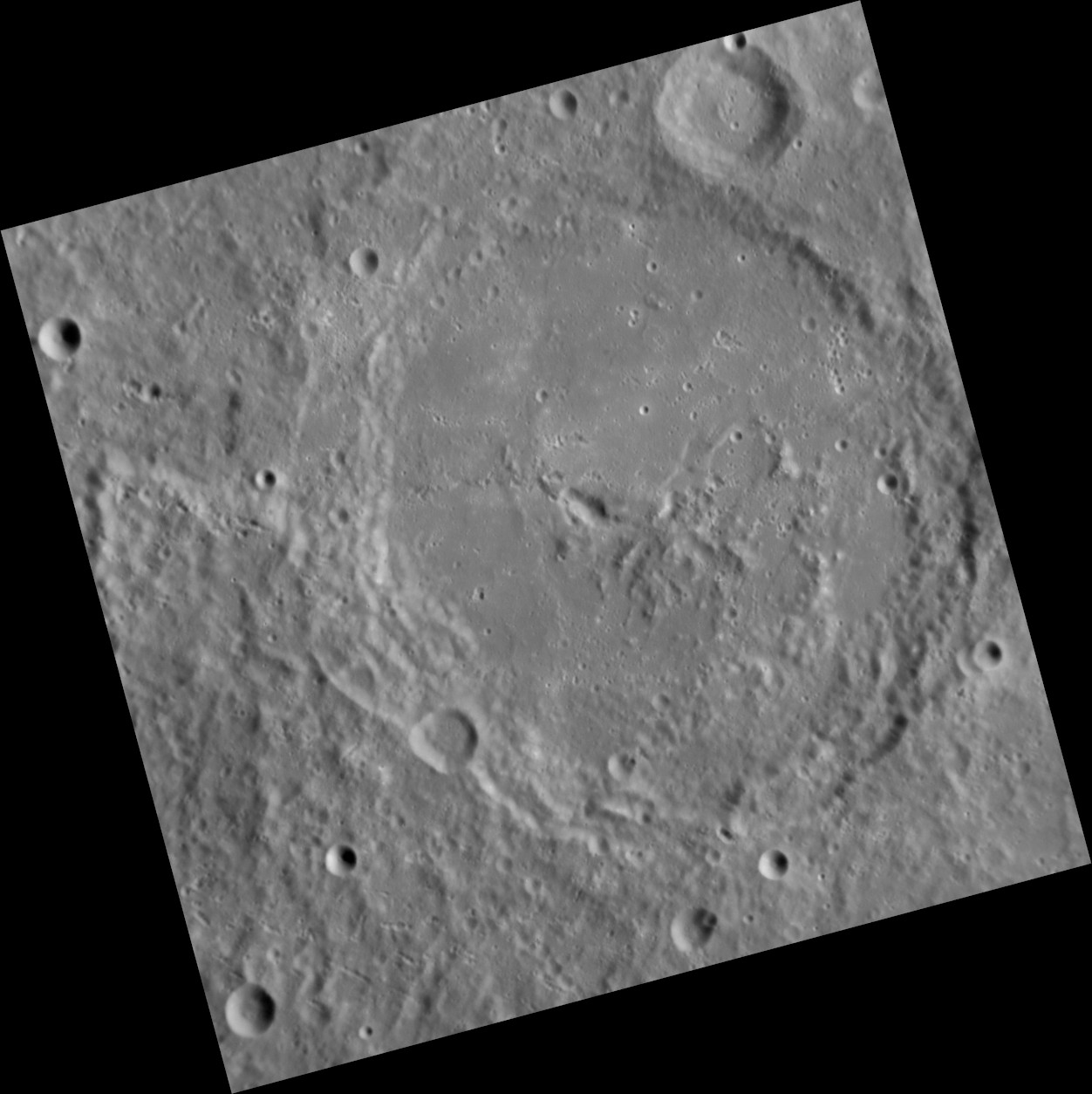
Imatge del cràter Sayat-Nova a Mercuri.

Sayat-Nova és un cràter d'impacte en el planeta Mercuri de 146 km de diàmetre. Porta el nom del poeta armeni Saiat-Novà (1712-1795), i el seu nom va ser aprovat per la Unió Astronòmica Internacional el 1979.